# 钟贾山
钟贾山，是上海市松江区的山峰，因钟、贾两姓之人在此居住而得名。因位于云间九峰中央，又称中界山。海拔39.2米，面积0.066平方千米。